# Venus Records
Venus Records is een Japans platenlabel voor jazzmuziek, zowel eerder uitgekomen opnamen als nieuwe producties. Het grootste gedeelte van de door dit label uitgebrachte muziek is van bekendere internationale musici uit de Verenigde Staten en Europa. Musici die op het label uitkwamen zijn onder meer Albert Ayler, Art Pepper, Marion Brown, Paul Bley, Lonnie Smith, Enrico Rava, Sonny Rollins, Lee Konitz, Steve Kuhn, Kenny Dorham, Archie Shepp, Roland Hanna, Cedar Walton, Eddie Higgins, Ken Peplowski, Phil Woods, Richie Beirach en het New York Trio (met onder meer Bill Charlap).